# Le Petit-Celland

Le Petit-Celland este o comună în departamentul Manche, Franța. În 1 ianuarie 2022 avea o populație de 175 de locuitori.